# Adriana Babeți
Adriana Babeți (ur. 12 listopada 1949 w Oradei) – rumuńska pisarka, eseistka, krytyk literacki.

## Życiorys
Adriana Babeți urodziła się w mieście Oradea, w okręgu Bihor, stolica krainy historycznej Kriszana. W latach 1965–1967 uczęszczała do liceum nr 7 w Timișoarze. W latach 1967–1972 studiowała filologię.
Od 1972 jest redaktorem naczelnym magazynu Orizont, periodyku Związku Pisarzy Rumuńskich. W latach 1990–1998 wykładała literaturę porównawczą na wydziale literatury Universitatea de Vest din Timișoara (UVT). W 1996 uzyskała doktorat z filologii pod kierunkiem prof. dr Eugena Todorana. W latach 1998–2004 była wykładowcą na wydziale Facultatea de Litere, Istorie și Teologie UVT. W 2002 wykładała na Uniwersytecie Jagiellońskim w Krakowie. W 2006 została zaproszone przez Université Paris Sorbonne, gdzie otrzymała tytuł profesora nadzwyczajnego. W latach 2008–2012 kierowała Școlii Doctorale a Facultății de Litere, a także od 2008 do 2014 Comunicare interculturală al Facultății de Litere na UVT.
Jest autorką pond 300 publikacji: prac naukowych, powieści, esejów, tłumaczeń z języka angielskiego i francuskiego. W 1997 nakręcono film Femeia în rosu w reżyserii Mircea Veroiu, oparty na książce o tym samym tytule, którą wydała wraz z Mircea Nedelciu i Mircea Mihăieș w 1990 roku.

## Wybrana twórczość
- Femeia in roșu, 1990
- Bătăliile pierdute. Strategii de lectură – Dimitrie Cantemir, 1998
- Dilemele Europei Centrale, 1998
- Despre arme și litere, 1999
- Dandysmul. O istorie, 2004
- Ultimul sufleu la Paris. 69 de rețete culinare, 2006
- Prozac. 101 rețete pentru bucurie, 2009
- Prozac 2. 90 de pastile împotriva tristeții, 2014